# دايفيد تومسون (نحات)
دايفيد تومسون (بالإنجليزية: David Lee Thompson)‏  (و. 1951  م) هو نحات أمريكي، ولد في فارغو.